# Rubus mercicus
Rubus mercicus är en rosväxtart som beskrevs av James Eustace Bagnall. Rubus mercicus ingår i släktet rubusar, och familjen rosväxter. Inga underarter finns listade i Catalogue of Life.